# 長野町 (秋田県)
長野町（ながのまち）は秋田県仙北郡にあった町。現在の大仙市北東部、田沢湖線沿線にあたる。本項では町制前の名称である長野村（ながのむら）についても述べる。

## 地理
- 山：長野山、松倉岳
- 河川：玉川、斉内川

## 歴史
- 1834年（天保5年） - 北浦一揆が発生。
- 1889年（明治22年）4月1日 - 町村制の施行により、長野村、北長野村、鑓見内村、長戸呂村、下鶯野村、上鶯野村の区域をもって長野村が発足。
- 1922年（大正11年）10月1日 - 長野村が町制施行して長野町となる[1]。
- 1955年（昭和30年）3月31日 - 清水村・豊川村・豊岡村と合併して中仙町が発足。同日長野町廃止。

## 交通

### 鉄道路線
- 日本国有鉄道
  - 生保内線（現・田沢湖線）
    - 羽後長野駅

現在は旧町域に鶯野駅・鑓見内駅が所在するが、当時は未開業。

### 道路
- 角館街道（現・国道105号）